# Marne (departement)
Marne är ett franskt departement i regionen Grand Est. I den tidigare regionindelningen som gällde fram till 2015 tillhörde Marne regionen Champagne-Ardenne. Huvudort är Châlons-en-Champagne. Departementet har fått sitt namn efter floden Marne.
Här finns bland annat katedralen i Reims.